# Julian P. Hume
Julian Pender Hume (né le 3 mars 1960) est un paléontologue, artiste et écrivain britannique ayant vécu à Wickham, Hampshire. Né à Ashford, il a grandi à Portsmouth, England (en). 

## Biographie
Sa carrière a débuté dans l'art, où il se spécialisait en reconstructions d'espèces disparues. Par la suite, après des études en paléontologie à l'université de Portsmouth, il obtient un PhD de cette dernière.
Hume a beaucoup voyagé par la suite, travaillant à l'extraction de fossiles. Ses principaux lieux de recherche se retrouvent aux Mascareignes (île Maurice, l'île de La Réunion et l'île Rodrigues). Il y a notamment étudié l'histoire du Dodo.
Sa contribution scientifique et artistique au domaine de la paléontologie s'est exprimée sous la forme de publications diverses, dont des livres populaires et dans les magazines. Son Lost Land of the Dodo, a été remarqué.

## Publications
- (en) J. P. Hume, « The Dodo: from extinction to the fossil record », Geology Today, vol. 28, no 4,‎ 2012, p. 147–151
- (en) J. P. Hume, Extinct Birds, A & C Black (Poyser Imprint), 2012, 544 p.
- (en) J. P. Hume, « Systematics, morphology, and ecology of pigeons and doves (Aves: Columbidae) of the Mascarene Islands, with three new species », Zootaxa, no 3124,‎ 2011, p. 1–62
- (en) K. F. Rijsdijk, J. Zinke, P. G. B. de Louw, J. P. Hume et al., « Mid-Holocene (4200 kyr BP) mass mortalities in Mauritius (Mascarenes): Insular vertebrates resilient to climatic extremes but vulnerable to human impact », The Holocene,‎ 2011 (DOI 10.1177/0959683611405236)
- (en) J. P. Hume, « A preliminary vertebrate palaeontological cave survey of the Comoros Islands », Phelsuma, vol. 19,‎ 2011, p. 26–40
- (en) J. P. Hume, A. S. Cheke et A. McOran-Campbell, « How Owen 'stole' the Dodo: academic rivalry and disputed rights to a newly-discovered subfossil deposit in nineteenth century Mauritius », Historical Biology, vol. 21, nos 1–2,‎ 2009, p. 1–18
- (en) K. F. Rijsdijk, J. P. Hume et al., « Mid-Holocene vertebrate bone Concentration-Lagerstätte on oceanic island Mauritius provides a window into the ecosystem of the Dodo (Raphus cucullatus) », Quaternary Science Reviews, vol. 28,‎ 2009, p. 14–24
- (en) A. Cheke et J. P. Hume, Lost land of the Dodo: the ecological history of the Mascarene Islands, A. & C. Black publishers (Poyser imprint), 2008, 540 p. (ISBN 978-0-7136-6544-4)
- (en) J. P. Hume, « Reappraisal of the parrots (Aves: Psittacidae) from the Mascarene islands, with comments on their ecology, morphology and affinities », Zootaxa, no 1513,‎ 2007, p. 1–76
- (en) J. P. Hume, « The history of the dodo Raphus cucullatus and the penguin of Mauritius », Historical Biology, vol. 18, no 2,‎ 2006, p. 65–89
- (en) J. P. Hume, « Unpublished drawings of the Dodo Raphus cucullatus and a note on Dodo skin relics », Bulletin of the British Ornithologists’ Club, vol. 126A,‎ 2006, p. 49–54
- (en) J. P. Hume, « Contrasting taphofacies in ocean island settings: the fossil record of Mascarene vertebrates », Monografies de la Societat d’Història Natural de les Balears, vol. 12,‎ 2005, p. 129–144
- (en) J. P. Hume, « New discoveries from old sources, with reference to the original bird and mammal fauna of the Mascarene Islands, Indian Ocean », Zoologische Mededelingen Leiden, vol. 79-3,‎ 2005, p. 85–95
- (en) K. P. Karanth, E. Palkovacs, J. Gerlach, S. Glaberman, J. P. Hume et al., « Native Seychelles tortoises or Aldabran imports? The importance of radiocarbon dating for ancient DNA studies », Amphibia-Reptilia, vol. 26,‎ 2005, p. 116–121
- (en) J. P. Hume, « A preliminary vertebrate palaeontological survey of the granitic Seychelles islands », Phelsuma, vol. 12,‎ 2004, p. 24–34
- (en) J. P. Hume, « The White Dodo of Réunion Island: unravelling a scientific and historical myth », Archives of Natural History, vol. 31,‎ 2004, p. 57–79
- (en) J. P. Hume, « Dutch diaries and the demise of the Dodo », Nature,‎ 2004 (DOI 10.1038/nature02688)
- (en) J. P. Hume, « The journal of the flagship Gelderland – dodo and other birds on Mauritius 1601 », Archives of Natural History, vol. 30,‎ 2003, p. 13–27
- (en) J. P. Hume, « The correct publication date of Aplonis corvina (Kittlitz, 1833) », Bulletin of the British Ornithologists' Club, vol. 123,‎ 2003, p. 207–208
- (en) J. P. Hume, « Notes on the extinct Kosrae Starling Aplonis corvina Kittlitz, 1833 », Bulletin of the British Ornithologists' Club, vol. 122,‎ 2002, p. 141–154
- (en) J. P. Hume, « The parrots of the Mascarenes », PsittaScene, vol. 8, no 1,‎ 1996, p. 10–11

## Articles de magazines
- (en) J. P. Hume, « The great Dodo dispute », BBC History, vol. 10, no 3,‎ 2009, p. 50–53
- (en) J. P. Hume, « In search of the Dodo », Darwin 200 BBC Knowledge, vol. 4,‎ 2009, p. 26–31

## Filmographie
| Date            | Titre                                                | Rôle                         | Notes                                                                                             |
| --------------- | ---------------------------------------------------- | ---------------------------- | ------------------------------------------------------------------------------------------------- |
| 2 octobre 2001  | Extinct UK Channel 4                                 | Présentateur/consultant      | Épisode 1 : The Dodo                                                                              |
| 4 novembre 2001 | The Dodo's Guide to Surviving Extinction UK BBC Four | Lui-même (as Dr Julian Hume) |                                                                                                   |
| 18 mars 2010    | Museum of Life UK BBC One                            | Lui-même (Dr Julian Hume)    | Émission de télévision traitant des activités scientifiques au Natural History Museum de Londres. |
|                 | All Creatures Great and Small                        | Lui-même                     |                                                                                                   |
|                 | A Museum in a Modern World                           | Lui-même                     |                                                                                                   |
| septembre 2011  | Museum Secrets History (chaîne britannique)          | Lui-même (Dr Julian Hume)    | Épisode 5 : The Dodo                                                                              |